# Zygota breviuscula
Zygota breviuscula är en stekelart som först beskrevs av Thomson 1858.  Zygota breviuscula ingår i släktet Zygota, och familjen hyllhornsteklar. Arten är reproducerande i Sverige.